# 耶蘇会士日本通信
耶蘇会士日本通信（やそかいしにほんつうしん、ポルトガル語: Cartas do Japão, イエズス会士日本通信）は、1549年のフランシスコ・ザビエルの来日から1580年までの間に、日本で布教活動をおこなったイエズス会の宣教師・修道士らが、活動状況や日本社会についてインドやヨーロッパの会員に充てて報告した書簡をまとめて、1598年にポルトガルで刊行された書籍である。

## 概要
来日したイエズス会の会士の報告は、イエズス会の総長やインド管区長をはじめとした責任者およびインド・ヨーロッパの会員がその宛先であった。書籍ではそれらの中から重要なものを抜粋している。書籍には日本の他に中国に関する報告も掲載されている。その後『イエズス会日本年報』が定期的な報告として、これらの書簡に取って代わった。

## 日本語訳
村上直次郎の翻訳により、「異国叢書」から1927年 - 1928年に上下2巻で刊行された（これは「京畿編」とされる）。村上はその後、1936年の「続異国叢書」で「豊後編」上下2巻を刊行した。また、1926年に刊行された長崎市による「長崎叢書2」にも「下（）編」が「耶蘇会年報」として含まれている。
1968年 - 1969年に、豊後編（続異国叢書版）と下編（長崎叢書版）を再編した「イエズス会士日本通信」2巻が「新異国叢書」に収録されている。